# Роже Бернар II де Фуа-Кастельбон
Роже Бернар II (IV) де Фуа-Кастельбон (фр. Roger Bernard II (IV) de Foix-Castelbon, кат. Roger Bernat II (IV) de Foix-Castellbò; ок. 1333/1338 — август 1381) — виконт де Кастельбон и де Сердань, сеньор де Монкада и барон де Кастельви-де-Росанес с 1350 года, сеньор де Навель и де Солт (по праву жены) с 1346/1350 года, сын Роже Бернара I, виконта де Кастельбон, и Констанции де Луна.

## Биография
Точный год рождения Роже Бернара неизвестен. На основании письма короля Арагона Педро IV, датированного 17 января 1353 года, в котором он упоминает о том, что назначил другого опекуна Роже Бернару, исследователи предполагают, что тот родился между 1333 и 1338 годом.
О правлении Роже Бернара известно мало. Между 1346 и 1350 годами его женили на Жероде де Навель, дочери и наследнице погибшего в битве при Креси барона Гарсии Арно IV де Навель, благодаря чему он в приданое получил сеньории Навель и Солт. В 1350 году после смерти отца Роже Бернар унаследовал Кастельбон (первоначально под регентством матери, Констанции де Луна). 2 ноября 1361 года Роже Бернар составил завещание, согласно которому назначил своей наследницей дочь Изабеллу — если у него не будет сыновей.
5 декабря 1362 года Роже Бернар участвовал в битве у Ларнака, в которой сошлись графы Жан I д’Арманьяк и Гастон III Феб де Фуа, которые возобновили многолетнюю вражду из-за наследства Петронеллы де Комменж. Роже Бернар поддерживал своего родственника - графа де Фуа. Битва закончилась разгромом графа д’Арманьяк, сам он и многие его сторонники попали в плен.
В 1373 году Роже Бернар воевал на стороне англичан, из-за чего герцог Людовик I Анжуйский конфисковал округ Мовзен, город Капберн и соседнюю деревню, передав их 30 июня 1373 года графу д’Арманьяк.
Роже Бернар умер в 1381 году, наследовал ему единственный выживший сын Матье.

## Брак и дети
Жена: с 1346/1350 Жерода де Навель (ум. 1384), дама де Навель и де Солт с 1346, дочь Гарсии Арно IV, барона де Навель и де Солт, и Беарнезы де Мирамон. Дети:
- Изабелла де Фуа  (до 2 ноября 1361 — 1428), графиня де Фуа, виконтесса де Беарн, де Марсан, де Габардан и де Лотрек, княгиня-соправитель Андорры в 1398—1412, виконтесса де Кастельбон и де Сердань в 1400—1412; муж: с 1381 Аршамбо де Грайи (ок. 1330 — 1412), виконт де Кастийон и сеньор де Гюрсон с 1356, капталь де Бюш, сеньор де Грайи и граф де Бенож с 1369, граф де Фуа, виконт де Беарн, де Марсан и де Габардан и князь-соправитель Андорры (по праву жены) с 1398, виконт де Кастельбон и де Сердань (по праву жены) с 1400, капитан-генерал Лангедока с 1412.
- Роже Бернар де Фуа (после 2 ноября 1361 — ребёнком)
- Матье де Фуа (1363 — август 1398), виконт де Кастельбон и де Сердань, сеньор де Монкада и барон де Кастельви-де-Росанес в 1381—1396, сеньор де Навель и де Солт с 1384, граф де Фуа, виконт де Беарн, де Марсан, де Габардан и де Лотрек с 1391 года, претендент на арагонский престол в 1396